# Led Zeppelin II
Albums de Led Zeppelin
Led Zeppelin
(1969) Led Zeppelin III
(1970)
Singles
1. Whole Lotta Love
Sortie : 7 novembre 1969
2. Heartbreaker
Sortie : Mai 1970

Led Zeppelin II est le deuxième album du groupe de rock britannique Led Zeppelin, sorti le 22 octobre 1969 sur le label Atlantic Records. Ce disque est parfois surnommé « Brown Bomber » (« bombardier marron ») en référence à la couleur dominante de sa pochette.
Précurseur du heavy metal et du hard rock, Led Zeppelin II inspire toute une nouvelle génération rock dont Aerosmith, Van Halen ou Guns N'Roses. Plusieurs titres de cet album sont devenus des classiques du groupe, comme  Heartbreaker, Living Loving Maid, Ramble On, What Is and What Should Never Be et Whole Lotta Love. C'est cette dernière chanson qui est commercialement le plus gros succès de Led Zeppelin, atteignant la 4e position du Billboard Hot 100.

## Conception

### Genèse
Led Zeppelin II est conçu durant une période où le groupe enchaîne les tournées quand, de janvier à août 1969, il donne quatre séries de concerts en Europe et trois en Amérique du Nord. L'album poursuit et approfondit les thèmes des chansons repris sur leur premier opus, paru au début de l'année 1969. Ces développements mènent ainsi à une œuvre qui deviendra plus influente et plus acclamée par la critique que le précédent disque. Avec des éléments de blues et de folk, le style du groupe évolue, avec des compositions dérivées du blues et un son basé sur des riffs de guitare.
Chaque chanson de Led Zeppelin II est enregistrée séparément, mixée, et produite dans différents studios au Royaume-Uni et aux États-Unis. L'album a littéralement été écrit sur la route et, pendant des périodes de quelques heures entre les concerts, un studio était loué et l'enregistrement commençait, ce qui a donné à l'album un son spontané. Le bassiste du groupe, John Paul Jones, se souvient : « On tournait beaucoup. Les riffs de Jimmy [Page] étaient rapides et furieux. Un grand nombre d'entre eux venaient de la scène, spécialement durant la longue section d'improvisation de Dazed and Confused. Nous retenions les bonnes choses et nous précipitions en studio le long de la route. »
Certains des studios d'enregistrement utilisés par le groupe n'offraient pas la meilleure technologie. En particulier, un studio de Vancouver, qualifié de « hutte », possédait un équipement huit-pistes qui n'avait même pas ses propres casques,. Le chanteur du groupe, Robert Plant, est revenu par la suite sur le processus d'écriture et d'enregistrement, déclarant : « C'était vraiment fou. Nous écrivions les titres à l'hôtel, et ensuite nous enregistrions la piste rythmique à Londres, ajoutions les chants à New York, les overdubs d'harmonica à Vancouver pour revenir à New York terminer le mixage. » Pendant la tournée, des overdubs sont ajoutés aux chansons Thank You, The Lemon Song et Moby Dick et le mixage de Whole Lotta Love et Heartbreaker est réalisé.

### Enregistrement
Les sessions d'enregistrement de Led Zeppelin II ont lieu dans plusieurs villes différentes : à Londres (aux studios Olympic et Morgan), à Los Angeles (aux studios A&M, Quantum, Sunset, Mirror Sound, et Mystic), à Memphis (studios Ardent), à New York (aux studios Groove et Mayfair), et à Vancouver (à la « hutte »).
La production de l'album est entièrement créditée à Jimmy Page, qui est aussi le guitariste et un des compositeurs du groupe. Par ailleurs, Led Zeppelin fait appel pour la première fois aux compétences et aux techniques d'enregistrement de l'ingénieur du son Eddie Kramer, dont le travail avec Jimi Hendrix avait impressionné les membres du groupe, et en particulier Jimmy Page. Selon Dave Lewis, spécialiste de Led Zeppelin, « le fait que l'album s'est avéré une telle réussite, en particulier pour la qualité de production qui sonne toujours frais aujourd'hui, est en grande partie dû à la collaboration fructueuse de Page et Kramer dans la salle de contrôle. » Eddie Kramer considère que son association avec Page ressort particulièrement dans la section centrale de Whole Lotta Love. Kramer en dira plus tard que « ce fameux mix de Whole Lotta Love, où tout devient fou, est une combinaison de Jimmy et moi volant sur une petite console et tournant chaque bouton connu de l'homme. »
Dans une autre interview, Kramer attribue à Jimmy Page le son qui a pu être obtenu, en dépit des conditions de l'enregistrement de la chanson : « On a coupé certaines chansons dans certains des studios les plus bizarres qu'on puisse imaginer, des trous dans les murs. Des studios bon marché. Mais à la fin, ça sonnait merveilleusement bien. Il y avait une unicité du son sur [Led] Zeppelin II parce qu'il y avait un type qui dirigeait, et c'était M. Page. » Jimmy Page et Eddie Kramer ont passé deux jours aux studios A&R pour mixer l'album.

### Pochette
Le design de la pochette vient d'un poster de David Juniper, à qui le groupe avait simplement demandé de proposer une idée « intéressante ». Son concept est basé sur une vieille photographie de la Jasta 11, une escadrille de chasse allemande de la Première Guerre mondiale, sur laquelle apparaît notamment le célèbre Manfred von Richthofen. Pour la pochette de l'album, la photo est d'abord mise en couleurs, puis les visages des quatre membres de Led Zeppelin y sont collés, ainsi que celui du manager du groupe Peter Grant et de celui des tournées Richard Cole. La femme présente sur la pochette est Delphine Seyrig, dans son role de Marie-Madeleine dans le film Mister Freedom (1969) de William Klein. Le dernier visage ajouté est celui du bluesman Blind Willie Johnson. Enfin, la pochette affiche le contour d'un Zeppelin sur fond brun, ce qui a donné à l'album son surnom de « Brown Bomber » (Bombardier brun). Pour Led Zeppelin II, le directeur artistique David Juniper est nommé en 1970 pour le Grammy Award de la meilleure pochette d'album.

## Publication et réception
L'album sort le 22 octobre 1969 sur le label Atlantic Records, avec 400 000 pré-commandes. La campagne publicitaire est axée sur le slogan « Led Zeppelin II Now Flying » (Led Zeppelin II, volant maintenant). Commercialement, Led Zeppelin II est le premier album du groupe à atteindre la première place du classement américain, éjectant pour l'occasion le dernier album des Beatles, Abbey Road, et ce à deux reprises. En tout, l'album reste sept semaines en première place. En avril 1970, trois millions de copies sont vendues sur le sol américain. Au Royaume-Uni, l'album connaît le même succès, ayant atteint la première place des ventes en février 1970 pour un séjour de 138 semaines dans le classement.
Led Zeppelin II contient parmi ses chansons le plus grand succès du groupe : Whole Lotta Love. Le single a en effet atteint la quatrième place du Billboard Hot 100 en janvier 1970, après qu'Atlantic Records se fut opposé à la volonté du groupe d'en sortir une version plus courte. La face B du disque, Living Loving Maid (She's Just a Woman), est aussi entrée dans le classement du Billboard, pour atteindre la 65e place en avril 1970.
L'album a aidé Led Zeppelin à s'établir comme une attraction en concert, puisque l'année suivante, le groupe continue sa tournée, d'abord dans les clubs et les salles de bal, puis dans de plus larges salles et finalement dans des stades au gré de leur popularité croissante.
La RIAA certifie l'album « gold » le 10 novembre 1969, puis 5 fois « platinum » en 1990 pour ses cinq millions d'exemplaires vendus aux États-Unis. Neuf ans plus tard, Led Zeppelin II est certifié douze fois « platinum ».
En France, Led Zeppelin II se vend à 384 812 exemplaires.
Dans ses classements 2003 et 2012, le magazine Rolling Stone place l'album au 79e rang de sa liste des 500 plus grands albums de tous les temps. Il est également cité dans l'ouvrage de référence de Robert Dimery Les 1001 albums qu'il faut avoir écoutés dans sa vie ainsi que dans un grand nombre d'autres listes.

## Réédition 2014
Le 2 juin 2014, Led Zeppelin II est, en compagnie du premier album et de Led Zeppelin III, réédité dans sa version remastérisée. On peut le trouver sous six formats différents:
- En version Vinyle simple
- En version Deluxe Vinyle (double album)
- En version Compact Disc simple
- En version Deluxe (double Compact Disc)
- En version Super Deluxe (double vinyle + double Compact Disc + livret)
- En téléchargement digital haute résolution (96K/24-bit)

Les versions Deluxe et Super Deluxe contiennent un album de titres dans des versions différentes et un inédit, La La.

## Titres
Les chansons créditées à Led Zeppelin sont créditées aux quatre membres du groupe (Jimmy Page, Robert Plant, John Paul Jones et John Bonham).
| 1. | Whole Lotta Love                 | [Jimmy Page, Robert Plant, John Paul Jones, John Bonnam, Willie Dixon.] | Olympic Studios, Londres  | 5:34 |
| 2. | What Is and What Should Never Be | Page, Plant                                                             | Olympic Studios, Londres  | 4:45 |
| 3. | The Lemon Song                   | Howlin' Wolf (arr. Led Zeppelin)                                        | Mirror Sound, Los Angeles | 6:19 |
| 4. | Thank You (en)                   | Page, Plant                                                             | Morgan Studios, Londres   | 4:49 |

| 5. | Heartbreaker                            | Led Zeppelin                    | A & R Studios, New York           | 4:14 |
| 6. | Living Loving Maid (She's Just a Woman) | Page, Plant                     | Morgan Studios, Londres           | 2:39 |
| 7. | Ramble On                               | Page, Plant                     | Juggy Sound Studios, New York     | 4:24 |
| 8. | Moby Dick (instrumental)                | Page, Jones, Bonham             | Mirror Sound Studios, Los Angeles | 4:20 |
| 9. | Bring It On Home                        | Willie Dixon (arr. Page, Plant) | Atlantic Studios, New York        | 4:21 |

### Album bonus de la version Deluxe Edition 2014
| No | Titre                                                  | Lieu d'enregistrement          | Durée |
| -- | ------------------------------------------------------ | ------------------------------ | ----- |
| 1. | Whole Lotta Love (Rough Mix with Vocal)                | Olympic Studios, Londres       | 5:38  |
| 2. | What Is and Should Never Be (Rough Mix with Vocal)     | Olympic Studios, Londres       | 4:33  |
| 3. | Thank You (Backing Track)                              | Morgan Studios, Londres        | 4:21  |
| 4. | Heartbreaker (Rough Mix with Vocal)                    | A & R studios, New York        | 4:24  |
| 5. | Livin Loving Maid (She's Just a Woman) (Backing Track) | Morgan Studios, Londres        | 3:08  |
| 6. | Ramble On (Rough Mix with Vocal)                       | Groove Sound Studios, New York | 4:43  |
| 7. | Moby Dick (Backing Track)                              | Mirror Sound, Los Angeles      | 1:37  |
| 8. | La La (Intro / Outro Rough Mix) (Page, Jones)          | Olympic Studios, Londres       | 4:07  |

## Musiciens
- Jimmy Page : guitares acoustique et électrique, guitare pedal steel, Thérémine, chœurs
- Robert Plant : chant, harmonica
- John Paul Jones : basse, orgue, chœurs
- John Bonham : batterie, percussion, chœurs

## Production
- Jimmy Page : producteur
- Peter Grant : producteur exécutif
- Eddie Kramer : technicien, mixage
- George Chkiantz : technicien (pistes 1 et 2)
- Chris Huston : technicien (piste 3 et 8)
- Andy Johns : technicien (piste 4)

## Charts et certifications

### Charts

#### Album
| Pays             | Durée du classement | Classements 1969-1970 | Classements 2013-2015 |
| ---------------- | ------------------- | --------------------- | --------------------- |
| Allemagne        | 16 semaines         | 1er                   | —                     |
| Australie        | 12 semaines         | 3e                    | 24                    |
| Autriche         | 2 semaines          | —                     | 25e                   |
| Belgique (W)     | 25 semaines         | —                     | 13e                   |
| Belgique (V)     | 27 semaines         | —                     | 19e                   |
| Canada           | 35 semaines         | 1er                   | —                     |
| Danemark         | 4 semaines          | —                     | 10e                   |
| Espagne          | 4 semaines          | —                     | 24e                   |
| États-Unis       | 117 semaines        | 1er                   | —                     |
| Finlande         | 7 semaines          | —                     | 6e                    |
| France           | 50 semaines         | 3e                    | 15e                   |
| Italie           | 17 semaines         | 3e                    | 15e                   |
| Norvège          | 43 semaines         | 2e                    | 15e                   |
| Nouvelle-Zélande | 3 semaines          | —                     | 6e                    |
| Pays-Bas         | 28 semaines         | 1er                   | 17e                   |
| Portugal         | 6 semaines          | —                     | 15e                   |
| Suède            | 3 semaines          | —                     | 13e                   |
| Royaume-Uni      | 129 semaines        | 1er                   | 12e                   |
| Suisse           | 4 semaines          | —                     | 15e                   |

#### Singles
| Année | Single           | Chart               | Durée du classement | Position |
| ----- | ---------------- | ------------------- | ------------------- | -------- |
| 1970  | Whole Lotta Love | Hot 100             | 15 semaines         | 4e       |
| 1970  | Whole Lotta Love | Single Top 100      | 8 semaines          | 1er      |
| 1970  | Whole Lotta Love | ARIA Charts         | 18 semaines         | 1er      |
| 1970  | Whole Lotta Love | Ö3 Austria Top 40   | 16 semaines         | 3e       |
| 1970  | Whole Lotta Love | (W) Ultratop        | 13 semaines         | 4e       |
| 1970  | Whole Lotta Love | (V) Ultratop        | 6 semaines          | 2e       |
| 1970  | Whole Lotta Love | RPM Top Singles     | 20emaines           | 2e       |
| 1970  | Whole Lotta Love | FIMI                | —                   | 25e      |
| 1970  | Whole Lotta Love | Mega Top 50         | 12 semaines         | 5e       |
| 1970  | Whole Lotta Love | Top 100             | 17 semaines         | 38e      |
| 1970  | Whole Lotta Love | Schweizer Hitparade | 13 semaines         | 5e       |
| 1997  | Whole Lotta Love | UK Singles Chart    | 5 semaines          | 21e      |
| 2013  | Whole Lotta Love | Top 100             | 16 semaines         | 52e      |

| Année | Single                                  | Chart   | Durée du classement | Position |
| ----- | --------------------------------------- | ------- | ------------------- | -------- |
| 1970  | Living Loving Maid (She's Just a Woman) | Hot 100 | 5 semaines          | 65e      |

### Certifications
| Pays        | Certification | Ventes       | Date       |
| ----------- | ------------- | ------------ | ---------- |
| Allemagne   | Platine       | 500 000 +    | 2003       |
| Australie   | 4 × Platine   | 280 000 +    | 2007       |
| Autriche    | Or            | 25 000 +     | 08/08/1991 |
| Canada      | 9 × Platine   | 900 000 +    | 28/02/2000 |
| États-Unis  | 12 × Platine  | 12 000 000 + | 15/11/1999 |
| France      | 2 × Or        | 200 000 +    | 17/10/2001 |
| Italie      | Platine       | 50 000 +     | 2020       |
| Royaume-Uni | 4 × Platine   | 1 200 000+   | 26/09/2008 |
| Suisse      | 2 × Or        | 50 000 +     | 18/10/2001 |